# Calopterígids
Els calopterígids (Calopterygidae) són una família d'odonats zigòpters; el nom d'aquesta família prové del grec kalós, "bell" i pteron, "ales" ("ales belles"), i al·ludeix als bells colors que presenten en les seves ales els membres d'aquesta família.

## Gèneres
Subfamília Caliphaeinae Tillyard & Fraser, 1939:
- Caliphaea Hagen in Selys, 1859
- Noguchiphaea Asahina, 1976

Subfamília Calopteryginae Selys, 1859:
- Archineura Kirby, 1894
- Atrocalopteryx Dumont, Vanfleteren, De Jonckheere, & Weekers, 2005
- Calopteryx Leach, 1815
- Echo Selys, 1853
- Iridictyon Needham & Fisher, 1940
- Matrona Selys, 1853
- Mnais Selys, 1853
- Neurobasis Selys, 1853
- Phaon Selys, 1853
- Psolodesmus McLachlan, 1870
- Sapho Selys, 1853
- Umma Kirby, 1890
- Vestalis Selys, 1853

Subfamília Hetaerininae Selys, 1853:
- Hetaerina Cowley, 1934
- Mnesarete Hagen in Selys, 1853